# Atom Egoyan
Atom Egoyan (en armenio: Ատոմ Եղոյան) (19 de julio de 1960) es un director de cine canadiense y  de origen armenio. Algunos temas recurrentes de su trabajo son la alienación y la soledad, que trata mediante personajes cuyas interacciones están mediadas por la tecnología, la burocracia u otras estructuras de poder. Algunas de sus películas siguen estructuras sin linealidad cronológica, en las cuales los acontecimientos se organizan de manera no secuencial con el fin de provocar reacciones emocionales en el espectador ocultando la clave de la historia. Su primera película, Next of Kin, data de 1984. Algunas cintas notables de su carrera son Exotica, The Sweet Hereafter, Ararat y Where the Truth Lies.

## Carrera profesional
Este cineasta armenio-canadiense inició su carrera con Next of Kin, de 1984, película que plantea la suplantación de una personalidad a través de la mentira. Family Viewing, de 1987, su segundo largometraje, sigue el camino ya trazado en su ópera prima: la familia como núcleo reductor y representativo de la sociedad. Speaking Parts (1989), según palabras del propio Egoyan, se mueve «en el terreno de la memoria y el deseo».
En la década siguiente se estrenó El liquidador, de 1991, su película más compleja, que muestra la esencia emocional de unos personajes que hacen de sus trabajos una desasosegante catarsis vital de consecuencias inútiles. Tras rodar Gross Misconduct en 1992 para la televisión, vuelve al cine con Calendar 1993, travesía al interior de las relaciones entre un fotógrafo canadiense-armenio (encargado de confeccionar un calendario con las fotografías de doce antiguas iglesias de Armenia), su mujer y el guía que los acompaña. Pero será con Exótica, en 1994, cuando llegue su consagración como autor de un extraordinario y muy personal estilo. Su definitiva proyección internacional se debe a su siguiente película, titulada The Sweet Hereafter, de 1997, una fábula que investiga el sentimiento de culpa de los miembros de una comunidad rural que han perdido a sus hijos tras el hundimiento del autobús escolar en un lago. El viaje de Felicia, de 1999, es, con diferencia, su película más accesible, menos hermética, pero no por ello menos arriesgada que las anteriores.
Por su parte, Ararat, de 2002, busca recrear el genocidio armenio perpetrado por la autoridad turco-otomana de los años 1910 mediante una historia dentro de otra historia. En 2005, el autor dirigió Where the Truth Lies, un drama sobre una muerte acaecida en 1957 tras la que dos queridos y exitosos presentadores de una Teletón se separan definitivamente, completando el cuadro una reportera que investiga los hechos algunas décadas después. La cinta tuvo como protagonistas a Kevin Bacon y Colin Firth.
Tras varios años sin actividad se ha especulado sobre una posible remasterización de la antigua pero popular serie Life with Derek, a cargo de Egoyan.

## Filmografía

### Cine

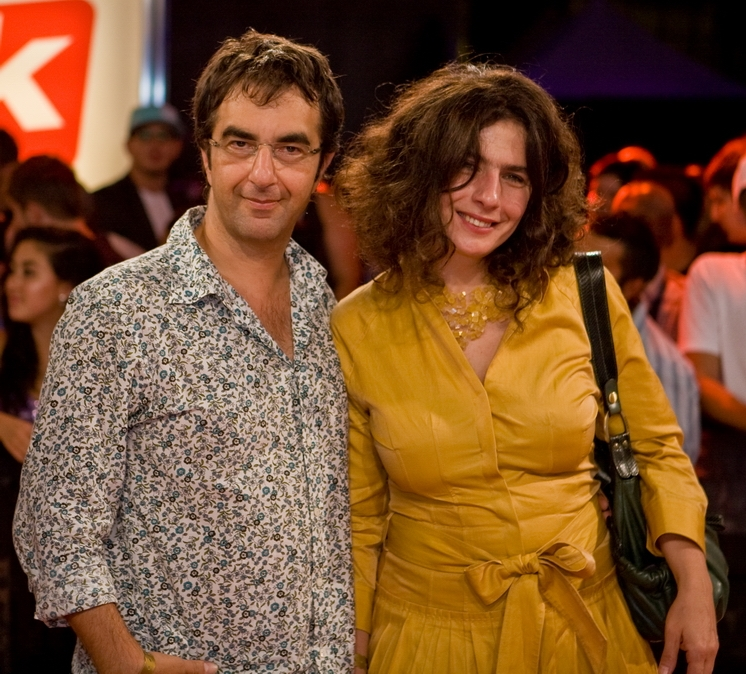
Egoyan y su esposa, la actriz Arsinee Khanjian, quien ha participado en varias de sus películas.

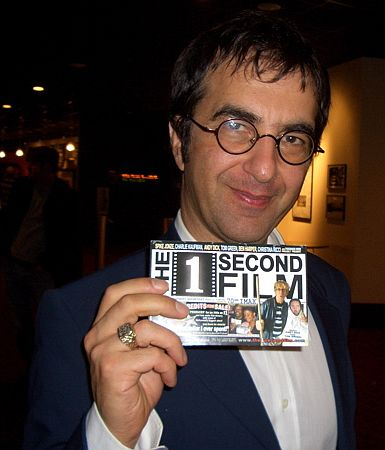
Egoyan, en octubre de 2005.

| Año  | Título               |
| ---- | -------------------- |
| 1984 | Next of Kin          |
| 1987 | Family Viewing       |
| 1989 | Speaking Parts       |
| 1991 | El liquidador        |
| 1993 | Calendar             |
| 1994 | Exotica              |
| 1997 | The Sweet Hereafter  |
| 1999 | El viaje de Felicia  |
| 2002 | Ararat               |
| 2005 | Where the Truth Lies |
| 2008 | Adoration            |
| 2009 | Chloe                |
| 2013 | Devil's Knot         |
| 2014 | The Captive          |
| 2015 | Remember             |
| 2019 | Guest of Honour      |

## Premios y distinciones
Premios Óscar
| Año  | Categoría                     | Película          | Resultado |
| ---- | ----------------------------- | ----------------- | --------- |
| 1998 | Mejor dirección               | El dulce porvenir | Nominado  |
| 1998 | Oscar al mejor guion adaptado | El dulce porvenir | Nominado  |

Festival Internacional de Cine de Cannes
| Año  | Categoría                   | Película          | Resultado |
| ---- | --------------------------- | ----------------- | --------- |
| 1994 | Premio de la Crítica        | Exotica           | Ganador   |
| 1997 | Gran Premio del Jurado      | El dulce porvenir | Ganador   |
| 1997 | Premio de la Crítica        | El dulce porvenir | Ganador   |
| 1997 | Premio del Jurado Ecuménico | El dulce porvenir | Ganador   |
| 2008 | Premio del Jurado Ecuménico | Adoration         | Ganador   |